# Sutorius
Sutorius is een geslacht van schimmels behorend tot de familie Boletaceae.

## Soorten
Volgens Index Fungorum bevat het geslacht 15 soorten (peildatum december 2021):
| Soortnaam                | Auteur(s)                                 | Publicatiejaar |
| ------------------------ | ----------------------------------------- | -------------- |
| Sutorius australiensis   | (Bougher & Thiers) Halling & N.A. Fechner | 2012           |
| Sutorius brunneissimus   | (W.F. Chiu) G. Wu & Zhu L. Yang           | 2016           |
| Sutorius eximius         | (Peck) Halling, Nuhn & Osmundson          | 2012           |
| Sutorius maculatoides    | (E. Horak) Vadthanarat, Raspé & Lumyong   | 2021           |
| Sutorius magnificus      | (W.F. Chiu) G. Wu & Zhu L. Yang           | 2016           |
| Sutorius mucosus         | Vadthanarat, Raspé & Lumyong              | 2021           |
| Sutorius obscuripellis   | Vadthanarat, Raspé & Lumyong              | 2021           |
| Sutorius pachypus        | Vadthanarat, Raspé & Lumyong              | 2021           |
| Sutorius pseudotylopilus | Vadthanarat, Raspé & Lumyong              | 2021           |
| Sutorius rubinus         | Vadthanarat, Raspé & Lumyong              | 2021           |
| Sutorius subrufus        | N.K. Zeng, H. Chai & S. Jiang             | 2019           |
| Sutorius thibetanus      | (Shu R. Wang & Yu Li) G. Wu & Zhu L. Yang | 2016           |
| Sutorius ubonensis       | Vadthanarat, Raspé & Lumyong              | 2021           |
| Sutorius vellingae       | Vadthanarat, Raspé & Lumyong              | 2021           |
| Sutorius venenatus       | (Nagas.) G. Wu & Zhu L. Yang              | 2016           |